# Burke (Wisconsin)
Burke è un comune degli Stati Uniti, situato in Wisconsin, nella Contea di Dane.